# Ptychomitrium tortula
Ptychomitrium tortula är en bladmossart som beskrevs av Georg Friedrich von Jaeger 1874. Ptychomitrium tortula ingår i släktet atlantmossor, och familjen Ptychomitriaceae. Inga underarter finns listade i Catalogue of Life.